# 袁勃 (实业家)
袁勃（1921年—2005年），字绍业，生于上海，祖籍浙江鄞县，香港照相业、电子工业实业家。他是電子工業實業家袁弓夷之父，香港人民力量前主席袁彌明的祖父，亦是油画大师陈逸飞的伯乐。

## 生平
1921年生於上海，祖籍浙江寧波鄞縣，宋朝望族西門袁氏二十四世後人，子袁弓夷為香港電子工業企業家，孫女為香港港姐、政客及商人袁彌明。亦是民國教育總長袁希濤之族弟。亦與孫中山授印代表袁希洛同族。
袁勃早年求學於寧波翰香學堂，後輟學赴上海經營生意，專營照相攝影，又赴東北大連等地向俄國技師學藝。1945年，在上海南京路開設“科美”照相器材公司，為上海灘知名攝影照相企業。後改組為冠龍照相器材公司。
袁勃的妻子（即袁弓夷的母親）畢業於滬江大學，精通英語。1956年，她因在上海傳道被中國共產黨迫害，被關押20年，其中3年更遭單獨囚禁，1976年始獲釋。
1952年，袁勃自上海移居香港，繼續經營攝影照相業，獲得成功。1980年，與子袁弓夷合創辦香港“科苑”電子錶廠等新興電子企業，任香港“科苑”系列電子集團董事長。
中國大陸改革開放后，1982年赴廣州創辦“科苑”電子錶廠。20世紀90年代於上海創辦“科苑”電子錶廠，是上海市首批中外合資企業和首個合資電子儀表企業。其“科苑”電子企業亦在台灣，中國大陸的深圳、澳門，歐洲設有分部，袁並兼任兼任日本三洋電子公司副董事長。
20世紀90年代，捐資擴建上海博物館。2000年12月10日，斥資逾1000萬人民幣捐助上海市慈善基金會。晚年移居加拿大，2005年10月逝世於加拿大卑詩省溫哥華。

## 荣誉
- 1983年，广州市爱国华侨。
- 2004年，上海市“慈善之星”。
- 2004年，第三届上海市慈善基金会名誉理事。

## 作品与收藏
袁勃业余爱好摄影，亦是香港资深收藏家，尤精古籍善本，明、清瓷器的鉴定与收藏，是香港“敏求精舍”资深成员。摄影上曾推出《袁勃世界风光摄影展》，并出版《游踪纪影》、《袁勃世界风光摄影集》等摄影集。
油画大师陈逸飞早年在上海习画时想赴美国求学，但苦于资金贫乏。袁获悉后，慷慨解囊资助陈赴美国学习油画。陈非常感激，日后称袁为“袁家伯伯”，袁亦以此为契机，创设“袁氏教育基金”，资助近300学子赴美国留学。